# Arrondissement (China)
Een arrondissement of county in de Volksrepubliek China is een aanduiding voor het derde niveau in de bestuurlijke onderverdeling. Verschillende bestuurlijke onderverdelingen die ook op hetzelfde arrondissementniveau zijn gelegen zijn: arrondissementen, stadsarrondissementen, autonome arrondissementen, vendels, autonome vendels en districten.
In totaal zijn er 1467 arrondissementen in de Volksrepubliek China, op een totaal van 2861 gebieden op arrondissementniveau.

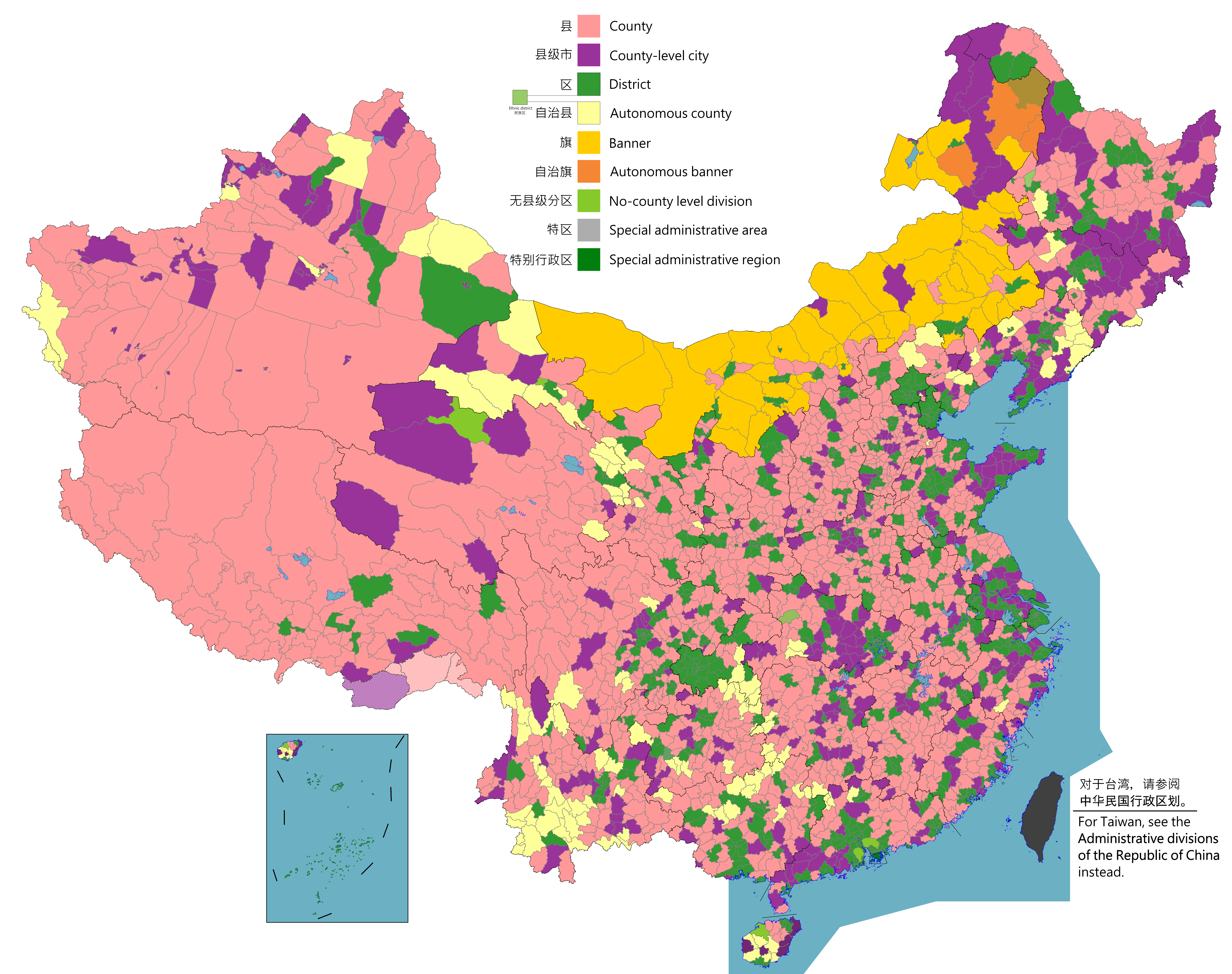
Kaart van de Chinese arrondissementen
arrondissement
stadsarrondissement
autonoom arrondissement
vendel
autonoom vendel
district/speciale administratieve regio
speciaal district
geen indeling op arrondissementsniveau